# قوات حفظ السلام المصرية

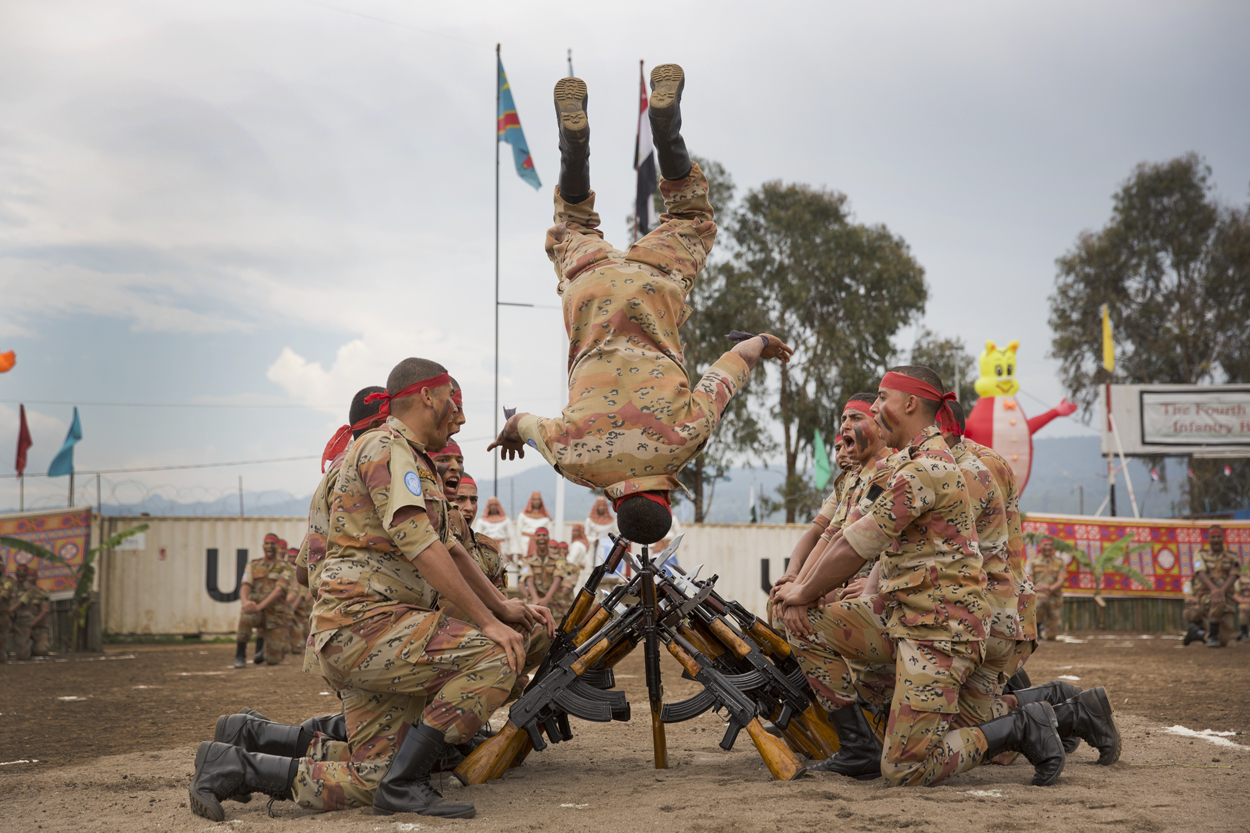
أفراد من القوات الخاصة المصرية خلال عرض في بوكافو

نظراً لقدرات الجيش المصري وإمكاناته، فإنه يتم دائما اختيار كتائبه للمشاركة خارجيا في إرساء الاستقرار والسلام في البؤر المتوترة في العالم، ضمن قوات حفظ السلام، وتعد مصر من أكبر الدول المساهمة بقوات في بعثات الأمم المتحدة لحفظ السلام، حيث تشارك حالياً بنحو 2613 فرداً في البعثات الأممية المنتشرة في عدة مناطق ودول بأفريقيا، ومن الدول التي شاركت فيها مصر بقوات حفظ السلام الدولية:
- سراييفو إبان الحرب الأهلية في التسعينيات.
- كوت ديفوار لمساعدة الأطراف الإيفوارية على تنفيذ اتفاق السلام الموقع بينهما في يناير 2003، وإنهاء الحرب الأهلية.
- الكونغو أثناء فترة الحرب الأهلية خلال الفترة من 1960 إلى 1961 بعدد 2 سرية مظلات بحجم 258 فرداً.
- الصومال بعدد واحد كتيبة مشاة ميكانيكي بحجم 240 فرداً في الفترة من ديسمبر 1992 إلى مايو 1993 زاد بعد ذلك حجم القوات المشاركة في الفترة من مايو 1993 وحتى فبراير 1995 إلى 1680 فرداً مكونة من قيادة لواء و3 كتائب مشاة ميكانيكي أوكل إليها حماية مطار مقديشيو وتدريب عناصر الشرطة الصومالية.
- أفريقيا الوسطى في الفترة من يونيو 1998 وحتى مارس 2000 بعدد سرية مشاة ميكانيكي قوامها 125 فرداً ووحدة إدارية ووحدة طبية بحجم 294 فرداً وذلك ضمن بعثة الأمم المتحدة لحفظ السلام.
- أنغولا بعدد 28 مراقباً عسكرياً على فترات متباعدة خلال الفترة من 1991 وحتى 1999.
- موزمبيق بعدد 20 مراقباً عسكرياً خلال الفترة من فبراير 1993 وحتى يونيو 1995.
- ليبيريا بعدد 15 مراقباً عسكرياً خلال الفترة من ديسمبر 1993 وحتى سبتمبر 1997.
- رواندا بعدد 10 مراقبين عسكريين.
- جزر القمر بعدد 3 مراقبين خلال الفترة من 1997 وحتى 1999.
- الصحراء الغربية بعدد 19 مراقباً عسكرياً منذ سبتمبر 1991 وحتى الآن.
- سيراليون بعدد 9 مراقبين عسكريين منذ سبتمبر 1998 وحتى الآن.
- الكونغو الديمقراطية بعدد 28 مراقباً عسكرياً تم دعمها بسرية إشارة قوامها 110 فرد منذ نوفمبر 1999 وحتى الآن.
- ليبيريا بعدد 8 مراقبين عسكريين منذ ديسمبر 2003 وحتى الآن.
- بوروندي بعدد 2 مراقبين عسكريين منذ سبتمبر 2004 وحتى الآن.
- إقليم دارفور بالسودان بعدد 34 مراقبا عسكريا وقد تم المشاركة بقادة لأول مرة عام 2014 لقطاع شمال دارفور بالإضافة إلى ثلاثة ضباط هيئة قادة منذ أغسطس 2004 وذلك ضمن قوات الحماية التابعة للاتحاد الأفريقي بدارفور، هذا بخلاف المشاركة ببعثة الأمم المتحدة بالسودان التي تقدر بعدد 1046 فرداً.

وفي سبيل دعم جهود حفظ السلام بالقارة الأفريقية، قامت مصر بإنشاء مركز القاهرة للتدريب على حل الصراعات وحفظ السلام في أفريقيا وذلك في عام 1995 لتدريب نحو 200 طالب سنوياً من الدول الأفريقية الناطقة بالفرنسية والإنجليزية والبرتغالية بهدف تعزيز التعاون والتفاعل بين المجموعات اللغوية والثقافية في أفريقيا، ويتعاون المركز تعاوناً وثيقاً مع آلية الاتحاد الأفريقي لمنع المنازعات وأيضاً مع عدد من مؤسسات حفظ السلام ومن بينها مركز بيرسون لحفظ السلام.